# Kelso (Washington)
Kelso je grad u američkoj saveznoj državi Washington. Prema popisu stanovništva iz 2010. u njemu je živjelo 11.925 stanovnika.